# Синклер, Кристин
Кристи́н Ма́ргарет Синкле́р (англ. Christine Margaret Sinclair; род. 12 июня 1983, Бернаби, Британская Колумбия) — канадская футболистка, нападающая. Игрок национальной сборной Канады с 2000 года, с 2007 года — её капитан, в составе сборной — олимпийская чемпионка (2020) и двукратный бронзовый призёр олимпийских футбольных турниров (2012 и 2016), чемпион КОНКАКАФ 2010 года и Панамериканских игр 2011 года. Серебряный призёр и самый ценный игрок чемпионата мира 2002 года среди девушек (до 19 лет).
Помимо достижений и наград в составе национальной сборной, Синклер — двукратный чемпион NCAA и рекордсмен NCAA по количеству голов в плей-офф в составе команды Портлендского университета, а также обладатель клубных чемпионских званий с командами «Ванкувер Уайткэпс» (USL W-League), «Голд Прайд», «Вестерн Нью-Йорк Флэш» (WPS) и «Портленд Торнс» (NWSL). Обладательница Международного кубка чемпионов (2021) с «Портленд Торнс». В период выступлений в NCAA — обладательница «Херманн Трофи» (дважды) и Кубка Хонды-Бродерика. Офицер ордена Канады, кавалер ордена Британской Колумбии, обладательница приза имени Лу Марша, премии Бобби Розенфельд и звезды на Аллее славы Канады, член Зала славы канадского спорта. 14-кратная обладательница звания футболистки года в Канаде.
Синклер — абсолютный мировой рекордсмен (среди мужчин и женщин) по количеству голов за национальную сборную. Её игровой стиль отличают нацеленность на ворота, умение применять быстрый рывок, агрессивная игра в отборе и эффективность движения по полю. Отмечаются также её умение взаимодействовать с партнёрами в полузащите и общая харизматичность характера. На протяжении большей части карьеры Синклер была основным бомбардиром канадской сборной, однако с годами сумела зарекомендовать себя и как плеймейкер, в первую очередь нацеленный на командную работу.

## Личная жизнь
Кристин Синклер родилась в 1983 году в Бернаби (Британская Колумбия) в футбольной семье. Её отец Билл и дядя Брайан были чемпионами Канады 1972 года среди любителей (с командой «Нью-Уэстминстер Блюз»), а всего через четыре месяца после рождения Кристин Билл выиграл этот турнир и как тренер (с клубом «Ванкувер Файрфайтерз»). Дядя Кристин Брайан Гант провёл 14 матчей за сборную Канады и вместе с ещё одним дядей, Брюсом, играл за профессиональный клуб NASL «Портленд Тимберс». Её мать Сандра тренировала детские футбольные команды.
Сандра сама была хорошей спортсменкой — легкоатлеткой и футболисткой, но в начале 1980-х годов, когда она была беременна старшим братом Кристин, у неё был диагностирован рассеянный склероз. Она постепенно утрачивала способность двигаться и в конечном итоге оказалась прикована к инвалидному креслу. Отец Кристин умер в апреле 2016 года в возрасте 69 лет после долгой болезни. Синклер, в это время игравшая в портлендском футбольном клубе, ездила из Портленда в Бернаби и обратно, чтобы провести с ним больше времени в последние дни его жизни. Мать спортсменки, в последние годы жизни страдавшая от рассеянного склероза, умерла в феврале 2022 года.
Для Синклер характерны скромность и нежелание делиться с окружающими своими чувствами и деталями личной жизни. В результате в светской хронике не появляется информации о её романтических связях, и предполагается, что она ни с кем не встречается.

## Игровая карьера

### Начало спортивной карьеры
В четыре года Кристин записали в одну из детских футбольных команд, которые тренировала её мать (в возрастной категории до 7 лет). Поначалу футбол привлекал Кристин не больше, чем другие виды спорта. Она играла также в волейбол, баскетбол, лякросс, гольф и особенно увлекалась бейсболом — в последнем случае она выступала за команду мальчиков, впервые надев форму с номером 12 (в честь своего кумира, игрока «Торонто Блю Джейс» Роберто Аломара). Как в футбол, так и в бейсбол она обычно играла в одной команде с братом Майком, который старше её на три года. Только в 11-летнем возрасте футбол вышел для Синклер на первый план, когда она попала в состав сборной своей провинции в возрастной категории до 14 лет. С футбольным клубом девушек Бернаби Синклер шесть раз выигрывала региональную лигу, пять раз — чемпионат провинции и дважды попадала в число пяти лучших команд на национальном уровне. В составе команды средней школы Южного Бернаби она также стала трёхкратной чемпионкой местной лиги.
В 15-летнем возрасте на Синклер обратил внимание тогдашний тренер национальной сборной Канады Эвен Пеллеруд, заявивший, что хотел бы видеть её в составе сборной. По правилам, однако, для игры в составе сборной она была ещё слишком молодой. В 1999 году, в возрасте 16 лет, Синклер была включена в канадскую программу развития молодых талантов, где с ней работал тренер Том Макманус. В январе следующего года 16-летнюю нападающую впервые пригласили в тренировочный лагерь национальной сборной.

### Сборная Канады

#### 2000—2008
Официальный дебют Синклер в рядах сборной состоялся в марте 2000 года на Кубке Алгарве в Португалии. Это был также официальный дебют Пеллеруда в качестве тренера канадской команды и ещё четырёх игроков сборной. Тот матч канадки проиграли команде КНР со счётом 0:4, но уже в следующей игре, проведённой 14 марта, Синклер забила свой первый мяч за сборную, став самым молодым автором гола в истории команды. В этом матче она поразила ворота норвежки Бенте Нурбю, на тот момент считавшейся лучшим голкипером мирового женского футбола. Вскоре Синклер стала основной силой своей национальной сборной в нападении и за сезон 2000 года успела забить в её составе 15 голов, установив новый рекорд Канады.
С 12 марта 2000 по 7 марта 2002 года Синклер провела за сборную Канады 34 матча подряд. В 2001—2002 годах она делила своё время между взрослой сборной и командой девушек (в возрасте до 19 лет), за которую провела 19 игр и забила 27 мячей. Десять из этих голов были забиты в рамках проходившего в Канаде чемпионата мира среди девушек. По итогам турнира Синклер завоевала с канадской сборной серебряные медали, получила «Золотую бутсу» как лучший его бомбардир и была признана самым ценным игроком чемпионата.
В 2002 и 2006 годах Синклер со сборной Канады становилась серебряным призёром чемпионата КОНКАКАФ, одновременно представляющего собой североамериканский отбор на чемпионат мира (в том числе забив в 2002 году четыре мяча в ворота сборной Гаити). На проходившем в США чемпионате мира 2003 года (для участия в котором ей пришлось сделать годичный перерыв в учёбе) она забила три мяча и помогла своей команде занять четвёртое место.
В 2007 году Синклер забила свой 72-й мяч в составе сборной Канады, установив новый рекорд команды по голам за карьеру. В этом же году она поставила новый рекорд сборной Канады по голам за один сезон, поразив ворота соперниц 16 раз — в том числе три на чемпионате мира в Китае, где играла в качестве капитана команды, и восемь (из них два хет-трика) на Панамериканских играх в Рио-де-Жанейро, на которых канадки завоевали бронзовые медали. По ходу этого сезона Синклер провела свой сотый матч в составе сборной. На следующий год она со сборной Канады приняла участие в первом в истории Кубке Кипра и завоевала этот трофей, а затем стала четвертьфиналисткой Олимпийских игр в Пекине. Один из двух своих голов на Олимпиаде Синклер забила в ворота сборной США в четвертьфинальном матче, который американки выиграли в дополнительное время со счётом 2:1.

#### 2009—2012
В 2009 году пост главного тренера сборной Канады заняла итальянская специалистка Каролина Мораче. В первые месяцы работы с командой Мораче ввела в практику регулярные проверки физической готовности игроков. На первой такой проверке Синклер показала рядовые результаты, однако уже через два месяца добилась лучших показателей в команде по каждому тесту и не уступала лидерства до самого завершения работы Мораче. К моменту, когда сборная Канады рассталась с Эвеном Пеллерудом, на счету Синклер было уже 95 голов в её составе, а свой сотый мяч за национальную команду она забила 20 февраля 2010 года, став десятым игроком за всю историю женского футбола (и первым от Канады), преодолевшим эту отметку. Это произошло в товарищеской игре со сборной Польши, которая для Синклер стала её 133-м матчем за национальную команду — также новый рекорд сборной Канады. Вслед за этим команда Синклер выиграла свой второй Кубок Кипра за три года, а позже в том же году — чемпионат КОНКАКАФ. В финальной игре этого турнира против сборной Мексики Синклер забила победный гол — один из шести, которыми она отличилась за чемпионат.
В начале 2011 года канадская национальная команда с Синклер в третий раз завоевала Кубок Кипра. На чемпионате мира в Германии сборная Канады в первом же матче встречалась с командой хозяек, занимавшей 1-е место в мировом рейтинге. По ходу матча Синклер получила удар локтём в лицо со стороны немецкой защитницы, сломавший ей нос. Нападающая наотрез отказалась покидать поле и сумела забить гол в ворота немок, но Канада проиграла матч со счётом 2:1. В следующих играх чемпионата Синклер играла в ортопедической маске с чёрной подкладкой, из-за которой её сравнивали с Зорро и Чаком Норрисом. В этих условиях она, однако, не смогла играть в полную силу, и её сборная уступила в двух оставшихся матчах командам с более низким местом в рейтинге. После чемпионата мира Синклер впервые за долгое время пропустила две игры сборной, и Мораче начали задавать вопросы, как та собирается строить игру команды без своей главной звезды. Тренер отвечала, что планировать игру сборной без Синклер так же бессмысленно, как без Лионеля Месси.
Синклер оправилась от полученной травмы достаточно быстро, чтобы поехать со сборной на Панамериканские игры в Мексике, где она была знаменосцем канадской делегации на церемонии открытия. Футбольная сборная Канады на этом турнире реабилитировалась за неудачу в Германии, завоевав чемпионский титул — первый на соревнованиях такого уровня в истории канадского футбола. В финальном матче со сборной Бразилии Синклер сравняла счёт на 87-й минуте встречи, исход которой решился в серии пенальти, выигранной канадками со счётом 4:3.
В следующем, 2012 году, проходила Олимпиада в Лондоне, куда Синклер поехала в ранге капитана сборной. На турнире ей удалось забить шесть мячей, в том числе сделать хет-трик в полуфинальной игре против сборной США. После её третьего гола сборная Канады вела со счётом 3:2, однако затем арбитр встречи назначил в её ворота пенальти, который реализовала Эбби Уомбак — лучший бомбардир американской команды. Сборная США сумела после этого довести матч до победы, забив победный мяч в дополнительном времени. Назначенный пенальти получил неоднозначные оценки, и Синклер после матча позволила себе высказывания, за которые ФИФА позже дисквалифицировала её на четыре игры. К этому моменту, однако, канадки провели и выиграли матч за бронзовые медали (против команды Франции). Это была первая с 1936 года олимпийская медаль Канады в традиционных летних командных видах спорта. Шесть голов Синклер стали олимпийским рекордом и принесли ей «Золотую бутсу» лучшего бомбардира олимпийского турнира. На церемонии закрытия Олимпиады ей была доверена роль знаменосца канадской делегации.
По итогам 2012 года Синклер стала первым футболистом, удостоенным приза имени Лу Марша — награды лучшему спортсмену года в Канаде вне зависимости от пола, — а также получила премию Бобби Розенфельд, которой награждается лучшая спортсменка-женщина в стране.

#### 2013—2016
В период с 2013 по 2016 год Синклер отыграла за сборную 43 матча подряд, повторив рекорд, установленный Эми Уолш в 2001 году. В октябре 2013 года была открыта посвящённая ей звезда на Аллее славы Канады. В том же месяце футболистка была удостоена почётного докторского звания от Университета Саймона Фрейзера, а 12 декабря провела свой 200-й матч за сборную.

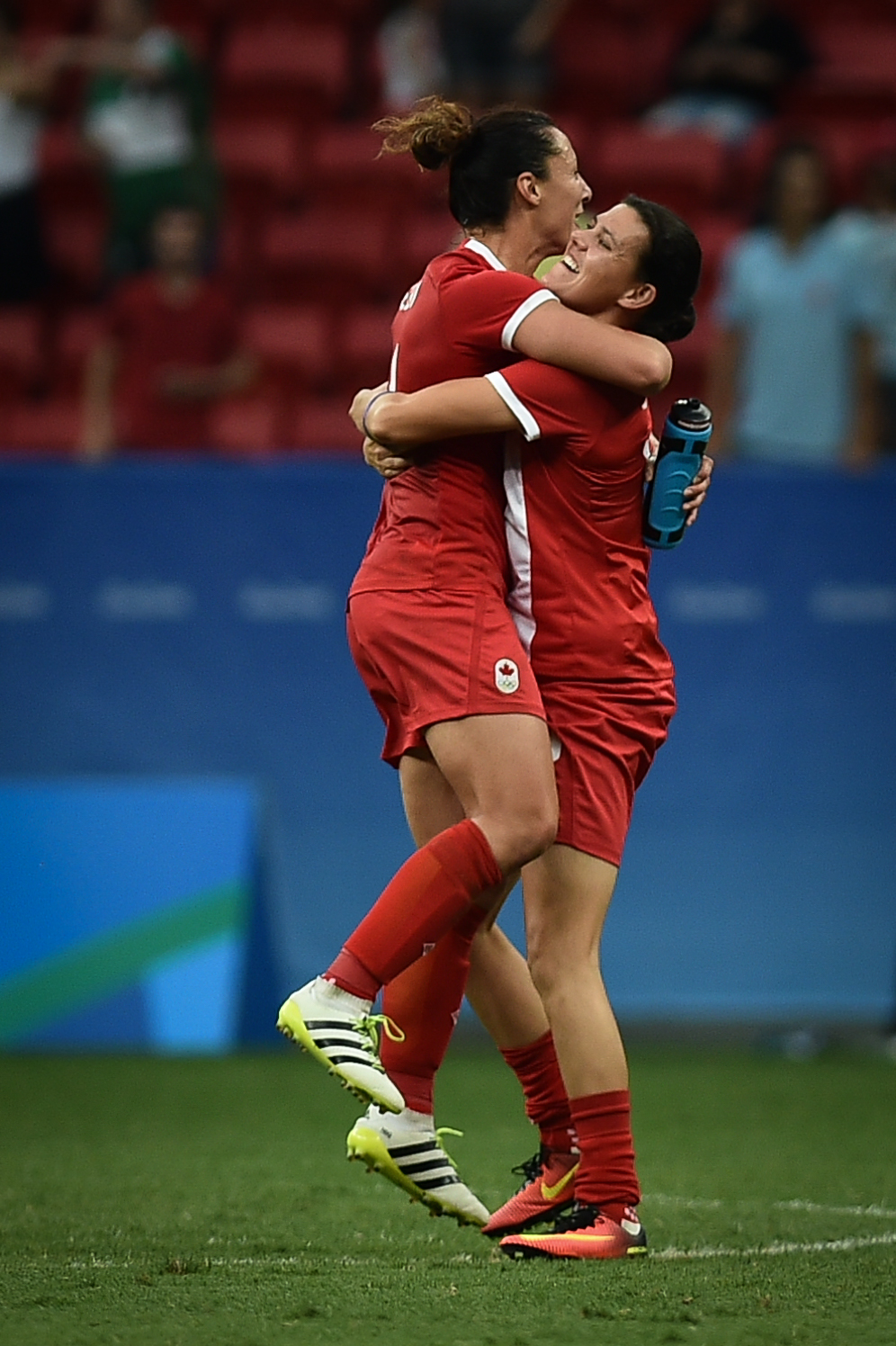
Празднование гола в ворота сборной Германии, групповой этап олимпийского турнира 2016 года

Поскольку чемпионат мира 2015 года принимала Канада, её сборная была освобождена от участия в чемпионате КОНКАКАФ, игравшем роль отборочного турнира. В менее важных турнирах канадки отметились победой в Кубке Бао-Ан в Шэньчжэне (КНР) в начале 2015 года, где Синклер была признана самым ценным игроком. Кроме того, они дважды — в 2013 и 2015 годах — играли в финалах Кубка Кипра, причём и в первом, и во втором случае Синклер отличилась голами в двух из трёх групповых матчей.
В преддверии чемпионата мира на счету капитана сборной Канады были 35 % от общего числа голов, забитых командой со дня её дебюта (153 мяча). На самом чемпионате Синклер со сборной вышла в четвертьфинал, забив два мяча в пяти матчах (в том числе победный пенальти против китаянок на групповом этапе). Осенью ей было присвоено ещё одно почётное докторское звание — на этот раз Куантленским политехническим университетом (Британская Колумбия).
14 февраля 2016 года, забив свой 159-й мяч в составе сборной, Синклер обошла в списке лучших бомбардиров национальных команд знаменитую американку Мию Хэмм, выйдя на чистое второе место и уступая только Эбби Уомбак (рекорд среди мужчин, принадлежавший на тот момент иранцу Али Даеи, составлял 109 голов). Вскоре после этого она завоевала со сборной Канады Кубок Алгарве, победив в решающей игре бразильянок. В августе 2016 года, по ходу олимпийского турнира в Рио-де-Жанейро, Синклер провела свой 250-й матч в рядах национальной команды. За этот турнир она забила три мяча, в том числе победный гол в матче за третье место (против хозяек турнира), принеся Канаде вторые подряд бронзовые медали Олимпийских игр.

#### 2017—2020
В мае 2017 года Синклер была произведена в офицеры ордена Канады (официальное награждение состоялось 24 января 2018 года). В представлении к награде она была названа «величайшим игроком, когда-либо надевавшим форму футбольной сборной Канады», отмечалась её роль как лидера и примера для молодых спортсменов.
К чемпионату мира 2019 года канадская нападающая подошла со 181 голом, забитым в рядах сборной — на три меньше, чем у Эбби Уомбак. Высказывались предположения, что по ходу чемпионата Синклер может стать абсолютным рекордсменом по количеству голов за сборную, но при игре от обороны, характерной для канадской команды, этому не суждено было случиться. Тем не менее Синклер забила гол на своём пятом подряд чемпионате мира, став второй футболисткой, кому это удалось, после бразильянки Марты (тоже забивавшей с 2003 по 2019 год). Свой 182-й мяч за сборную она провела 20 июня в игре против Нидерландов, а вплотную к Уомбак приблизилась в ноябре, поразив ворота новозеландской команды. В конце года Синклер была признана в Канаде футболистом десятилетия.
Побить рекорд Уомбак по количеству голов за сборную Синклер удалось в начале 2020 года, в ходе матча отборочного турнира к Олимпийским играм против сборной Сент-Китса и Невиса. В этой игре нападающая отличилась дважды — реализовав пенальти на 7-й минуте встречи и затем забив при счёте 3:0 в пользу Канады. В отборочном матче со сборной Мексики, своём 291-м в составе сборной, Синклер забила и 186-й гол. После того, как команда Канады пробилась на Олимпиаду в Токио, Синклер в интервью сообщила, что, возможно, продолжит выступления и после Олимпийских игр. Хотя в связи с пандемией COVID-19 Олимпиада была отложена на год, достижение Синклер было в конце года отмечено второй за карьеру премией Бобби Розенфельд лучшей спортсменке Канады. Она стала первой представительницей командного вида спорта, удостоенной этой награды дважды.

#### 2021—2023

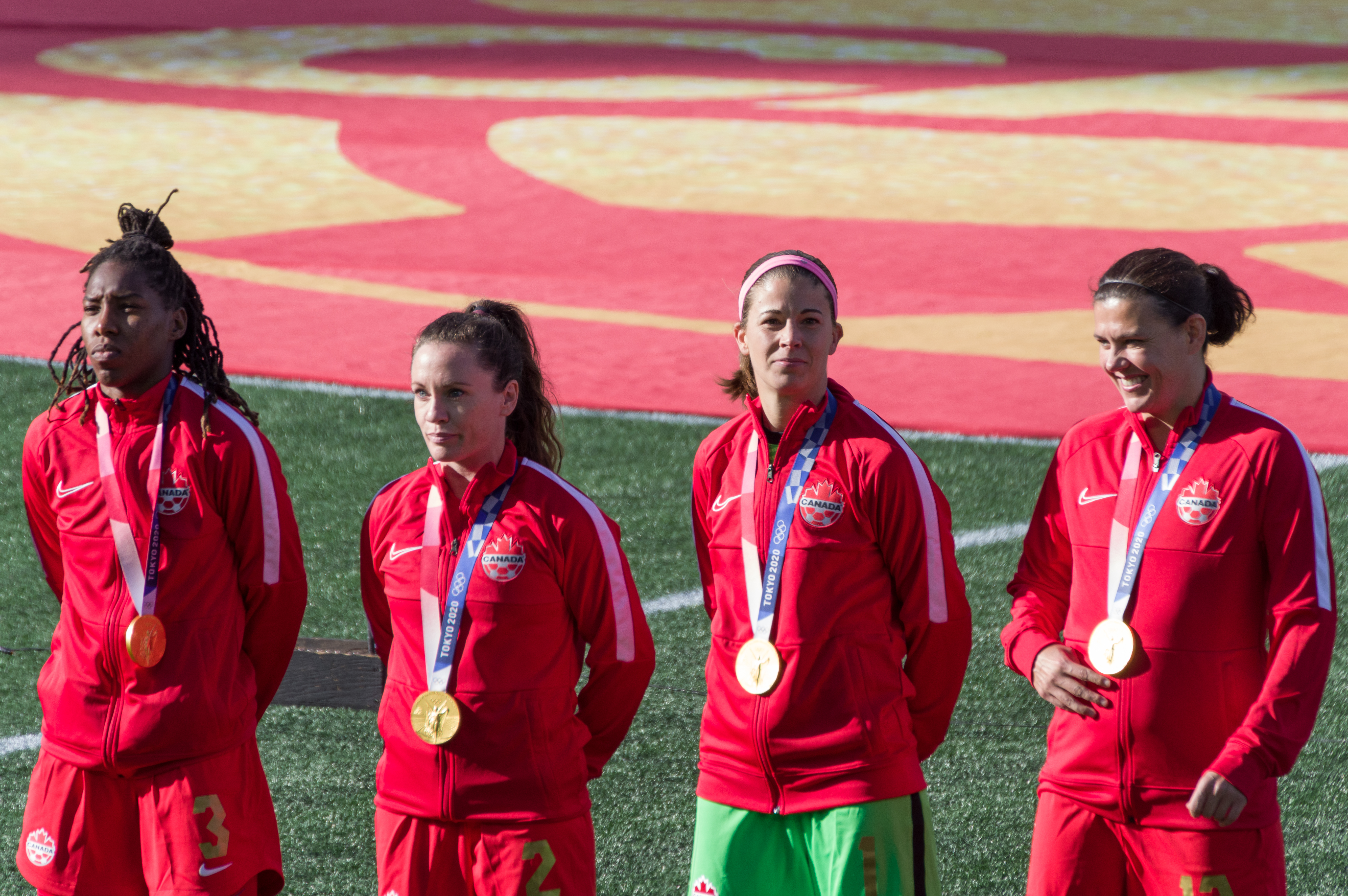
Синклер (первая справа) и товарищи по команде с золотыми олимпийскими медалями

На Олимпиаде в Токио Синклер забила первый гол Канады в групповом турнире в окончившемся вничью матче со сборной хозяек поля. После этого капитан канадской сборной до конца Игр уже не забивала сама (в том числе не реализовав первый послематчевый пенальти в четвертьфинальной игре с бразильянками), но за нарушения на ней команда дважды по ходу игр получала право на 11-метровые удары. Первый из них, в групповом матче против сборной Чили, не сумела забить Джанин Бекки, а второй, в финале против Швеции, реализовала Джесси Флеминг, сравняв счёт в игре, окончательный результат которой определила серия пенальти. По её итогам канадки впервые завоевали золотые медали Олимпийских игр.
На следующий год Синклер со сборной Канады в очередной раз стала серебряным призёром чемпионата КОНКАКАФ, проиграв в финале американкам со счётом 1:0 (единственный гол, как и на Олимпиаде, был забит с пенальти). Несмотря на поражение в финале, команда обеспечила себе участие в чемпионате мира 2023 года. На мировом первенстве в стартовом матче в группе против сборной Нигерии в ворота соперниц за снос Синклер был назначен 11-метровый удар. В отсутствие Флеминг, штатной пенальтистки канадской команды, удар выполнила сама Синклер, которая таким образом могла отметиться голом в шестом подряд чемпионате мира. Однако вратарь нигериек сумела отразить пенальти, и игра окончилась со счётом 0:0. В последней игре группового этапа канадки проиграли со счётом 0:4 хозяйкам поля австралийкам и не попали в плей-офф. В октябре 2023 года 40-летняя нападающая объявила, что завершает карьеру в сборной, но заинтересована продолжить выступления за клуб. 5 декабря 2023 года Синклер провела последний матч за сборную, одержав с командой Канады победу 1:0 в товарищеской встрече с австралийками в Ванкувере.

### Университетские и клубные команды

#### Ванкувер и Портлендский университет
В 2001 году Синклер провела 10 матчей за женский клуб «Ванкувер Брейкерз», игравший в младшей профессиональной лиге USL W-League. В составе этой команды она забила девять мячей и стала финалисткой розыгрыша плей-офф лиги, уступив в финале «Бостон Ренегейдз».
С того же года (с перерывом в 2003/04 учебном году) Синклер училась в Портлендском университете, известном успехами своих футбольных команд. Уже за первый год в составе «Портленд Пайлотс» канадская нападающая забила 23 гола и сделала восемь результативных передач, завоевав титул новичка года NCAA. В общей сложности за четыре сезона Синклер поразила ворота соперниц 110 раз. Она дважды (в 2002 и 2005 годах) стала со сборной университета чемпионкой NCAA, дважды подряд (в 2004 и 2005 годах) завоёвывала «Херманн Трофи» — приз, присуждаемый лучшим игрокам студенческого сезона среди мужчин и женщин, и установила рекорд Портлендского университета по числу забитых мячей, рекорды NCAA по количеству голов, забитых в плей-офф (25) и количеству мячей за один сезон в высшем дивизионе (39, 2005 год). Канадская нападающая стала лишь третьей футболисткой в истории после Мии Хэмм и Синди Парлоу, завоевавшей «Херманн Трофи» дважды подряд, а также первой в истории, кто включался в символическую первую сборную NCAA все четыре года. В своём последнем сезоне в сборной университета канадская нападающая не только побила рекорд NCAA, забив 39 мячей (предыдущий рекорд — 37 — установила Лайза Коул в 1987 году), но и показала второй результат за историю соревнований по системе «гол+пас» (88 очков, по два за гол и одно за результативную передачу). По итогам этого сезона, помимо «Херманн Трофи», ей был присуждён также Кубок Хонды-Бродерика — приз лучшему спортсмену-студенту в США. Синклер окончила Портлендский университет в 2006 году с академической степенью по биологическим наукам.
После завершения учёбы в Портленде Синклер присоединилась к женскому футбольному клубу «Ванкувер Уайткэпс», выступавшему в USL W-League, и в 2006 году завоевала с ним чемпионский титул. В финальном матче против «Оттава Фьюри», закончившемся со счётом 3:0 в пользу ванкуверского клуба, она забила первый гол и добавила к нему результативную передачу.

#### «Голд Прайд» и «Вестерн Нью-Йорк Флэш»

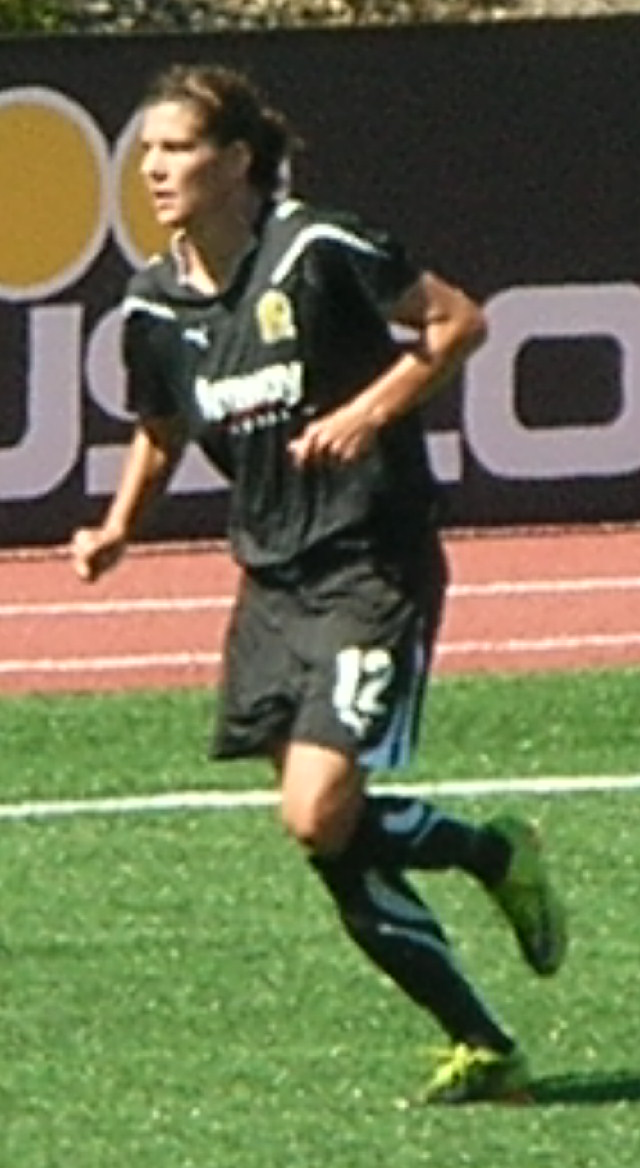
Синклер в финальном матче чемпионата WPS 2010 года

В 2009 году канадка была выбрана женским футбольным клубом «Голд Прайд» под восьмым общим номером в первом драфте профессиональной лиги Women’s Professional Soccer (WPS). В первый год с командой она, забив шесть голов, стала лучшим бомбардиром «Голд Прайд», но её клуб окончил сезон на последнем месте, одержав только четыре победы в двадцати матчах. Ситуация резко изменилась на следующий год, по итогам которого Синклер завоевала с командой золотые медали. В матче за чемпионское звание против «Филадельфия Индепенденс», который «Голд Прайд» выиграл со счётом 4:0, Синклер забила первый и третий мячи своей команды.
Перед следующим сезоном с Синклер заключил контракт другой клуб WPS — «Вестерн Нью-Йорк Флэш». Канадская нападающая стала одним из важнейших приобретений команды, бывшей в числе основных претендентов на чемпионский титул в 2011 году. В течение сезона Синклер была одним из ведущих бомбардиров лиги, лишь в последнем туре уступив первую строчку в их списке своей сокоманднице Марте, которой отдала в этом матче результативный пас. В борьбе за звание самого полезного игрока чемпионата она тоже осталась второй, пропустив вперёд Веронику Бокете из «Филадельфии». Затем, однако, Синклер была признана самым полезным игроком финала WPS. Канадка открыла счёт в финальной игре, в которой чемпионское звание в итоге досталось «Вестерн Нью-Йорк Флэш» по результатам серии пенальти.

#### «Портленд Торнс»
В мае 2012 года было объявлено, что очередной сезон WPS не состоится в связи с ликвидацией лиги. На следующий год Синклер присоединилась к клубу новой Национальной женской футбольной лиги (NWSL) «Портленд Торнс». По итогам сезона 2013 года канадка была признана его лучшим игроком и включена во вторую символическую сборную лиги. За сезон она забила восемь голов (второй результат в команде), в том числе самый первый гол в истории клуба, а также четыре гола за последние шесть игр регулярного сезона. Кроме того, она поразила ворота соперников в финальной игре плей-офф, в которой «Портленд» победил её предыдущую команду «Вестерн Нью-Йорк Флэш» с общим счётом 2:0.
На следующий год Синклер сделала первый в истории «Торнс» хет-трик, за один матч против соперниц из Бостона набрав шесть очков по системе «гол+пас». Во второй половине олимпийского цикла, включавшей также чемпионат мира 2015 года, она отдала сборной Канады первое место в списке личных приоритетов и провела за «Торнс» лишь девять игр в сезоне 2015 и 12 игр в сезоне 2016 года. В 2016 году, несмотря на ограниченное время, проведённое на поле, канадка забила в ворота соперниц шесть голов, в том числе в полуфинале плей-офф против «Скай Блю», а также сделала две результативных передачи. Помимо этого, Синклер стала с «Портлендом» победительницей регулярного сезона. В сезоне 2017 года, в отличие от двух предыдущих, канадка выходила на поле в стартовом составе «Портленд Торнс» во всех 24 матчах регулярного сезона NWSL и в обеих играх плей-офф. По итогам регулярного сезона она стала лучшим бомбардиром команды с восемью голами, последний из которых, 10 сентября против «Бостона», также вывел её в рекордсмены клуба за всю его историю (31). В плей-офф она забила свой третий мяч за время выступлений за «Портленд». Её клуб вторично завоевал чемпионское звание, победив в финале со счётом 1:0 соперниц из «Норт Каролайны».

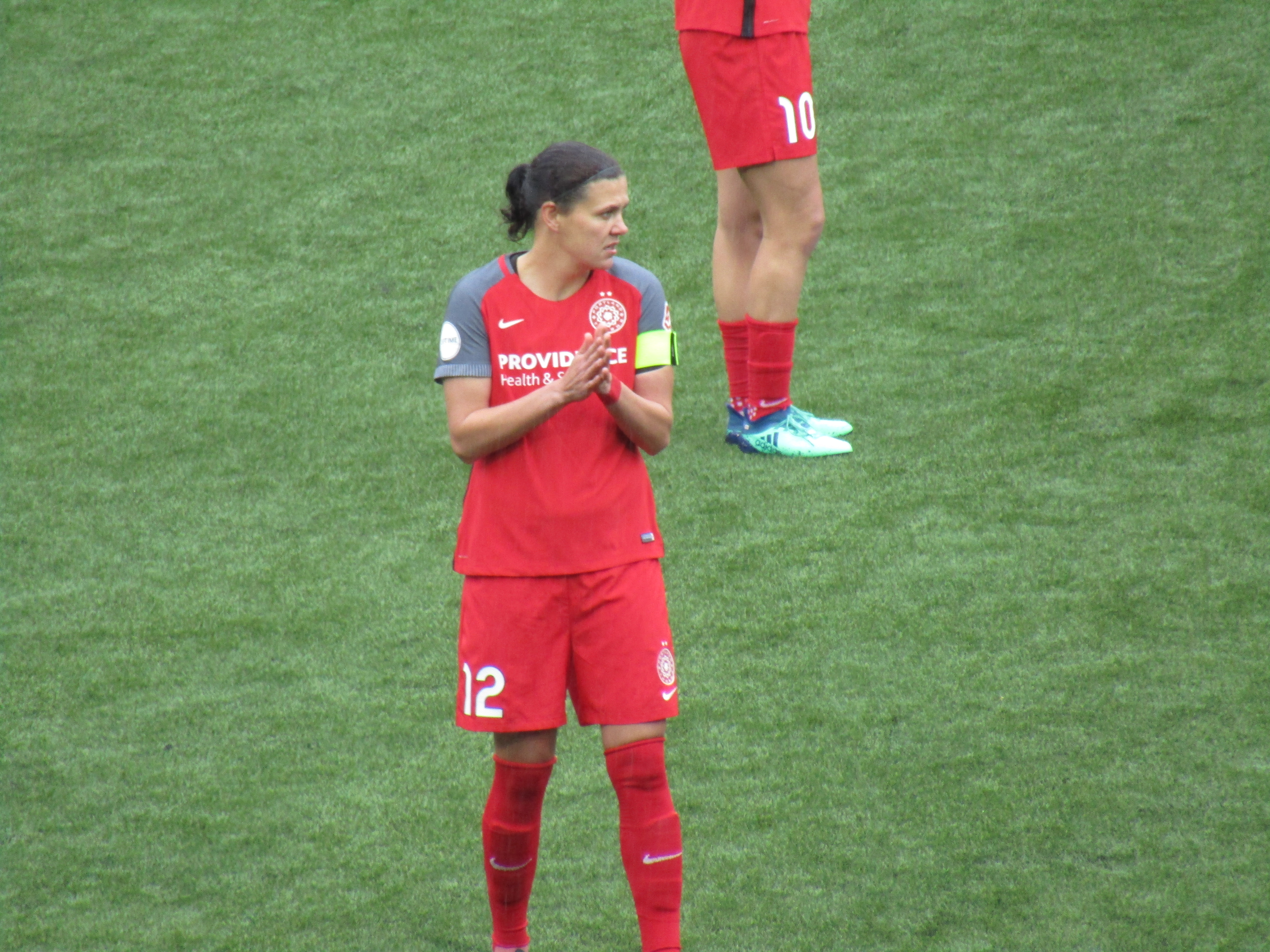
Синклер в форме «Портленд Торнс», 2018 год

В сезоне 2018 года Синклер не только начинала каждую из 24 игр регулярного сезона за «Портленд», но и отыграла их все до последней минуты. За сезон она забила девять голов и сделала шесть результативных передач (оба результата — в пятёрке лучших в лиге), став третьим игроком NWSL, забившим за время выступлений в лиге 40 голов. По ходу сезона она также стала рекордсменом «Торнс» по набранным очкам по системе «гол+пас», а по его итогам была включена в символическую вторую сборную лиги. Также девять голов (третий результат в лиге) Синклер забила за «Торнс» в следующем сезоне, в котором провела 17 игр.
Из-за пандемии COVID-19 сезон NWSL в 2020 году был отменён. Тем не менее клубы лиги провели летом Кубок вызова, а позже осеннюю серию игр. В первом турнире клуб Синклер выбыл из борьбы в полуфинале, а в четырёх играх осенней серии она поразила ворота соперниц по группе шесть раз, став лучшим бомбардиром лиги и обеспечив «Портленду» первое место в серии с тремя победами и одной ничьей.
Перед началом регулярного сезона NWSL 2021 года «Портленд» завоевал Кубок вызова. За турнир команда не проиграла ни одного матча; Синклер открыла счёт в финальной игре против «Готэма» (бывший «Скай Блю»), окончившейся вничью 1:1 в основное и дополнительное время, после чего её клуб добился победы по пенальти. Регулярный сезон «Портленда» Синклер начала с 50-го гола в карьере в NWSL, поразив с пенальти ворота клуба «Чикаго Ред Старз». Канадка стала третьим игроком в истории лиги, забившим 50 голов, после Сэм Керр и Линн Уильямс. В августе Синклер, вернувшаяся в «Портленд» с золотой олимпийской медалью, стала также победительницей Женского международного кубка чемпионов, взяв в финале верх над «Лионом». Регулярный сезон NWSL «Портленд» и Синклер завершили на первом месте в таблице, но в полуфинале плей-офф команда уступила «Чикаго» и выбыла из борьбы за чемпионское звание. На следующий год Синклер, остававшаяся капитаном «Торнс», завоевала с клубом третье чемпионское звание в NWSL, установив попутно рекорд лиги по продолжительности игрового времени в плей-офф за карьеру.
Первый гол Синклер в сезоне 2023, в апреле против «Луисвилла», стал 60-м за время её выступлений в регулярном сезоне NWSL. Её клуб проиграл полуфинал плей-офф на своём поле будущим чемпионкам из «Готэма» со счётом 0:1; в этой игре канадка вышла на замену лишь в добавочное время, на 116-й минуте. После того как Синклер официально завершила карьеру в сборной Канады в декабре 2023 года, она в начале следующего года заключила с «Торнс» контракт на последний сезон в клубной карьере. В заключительный год в «Портленде» канадская нападающая довела число своих голов в регулярном сезоне NWSL до 66 — на тот момент третий результат за историю лиги. Последний матч в клубной карьере провела в 1/4 финала плей-офф, где «Торнс» уступили «Готэму».

## Стиль игры

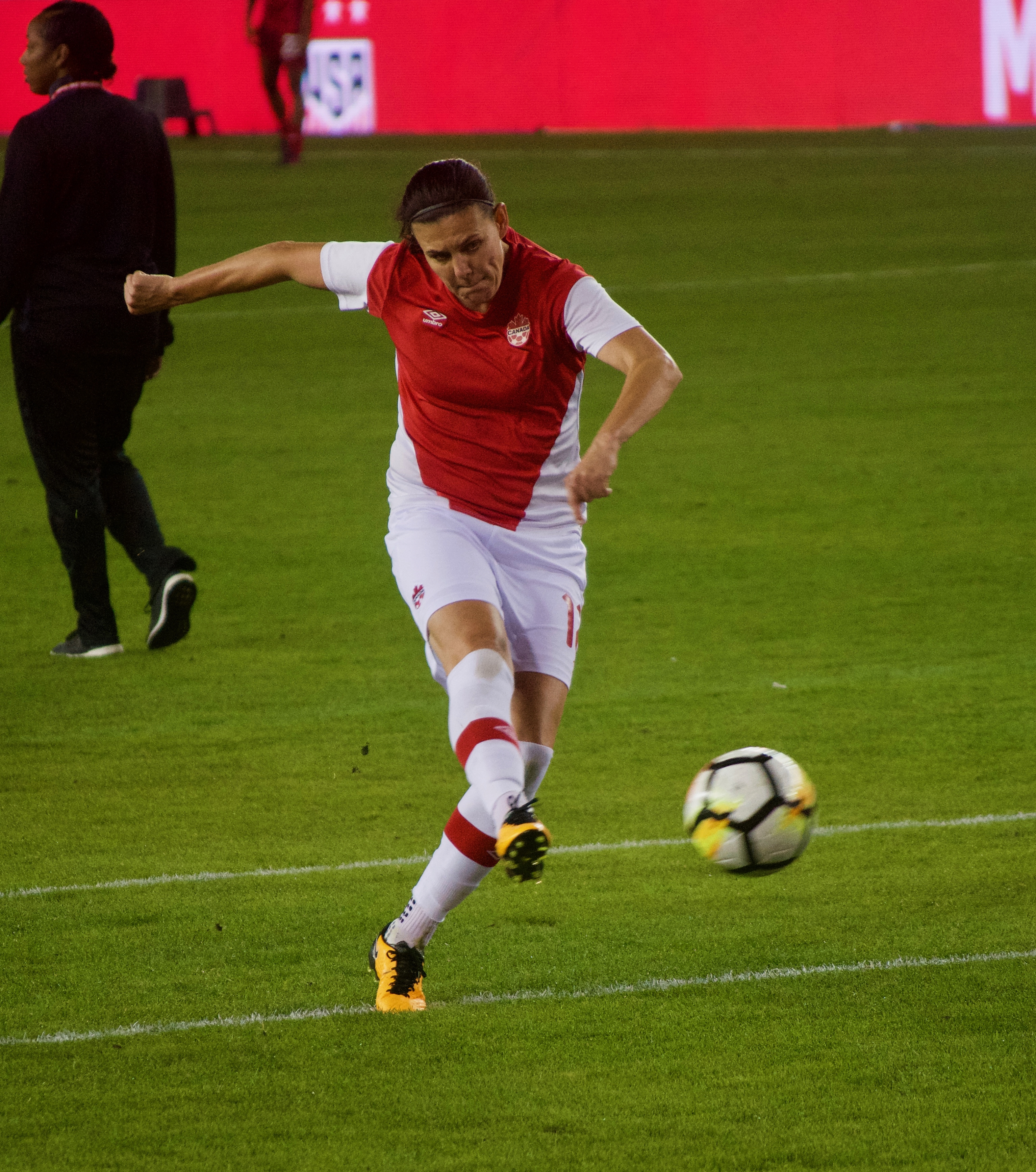
Синклер на разминке, 2017 год

Кристин Синклер неоднократно называли в СМИ величайшей футболисткой Канады (или даже величайшим футболистом страны вне зависимости от пола). Игровой стиль Синклер отличается высокой эффективностью в движении по полю и способностью сохранять равновесие при физическом контакте с соперником. Она обладает быстрым рывком, достигая максимальной скорости движения почти мгновенно, и атакует соперниц с мячом на полной скорости. Одноклубница Даниэль Фоксховен отмечает её выдающиеся физические данные — высокий рост, крепкое телосложение, скорость — но при этом особо выделяет её умение думать и принимать решения быстрее, чем кто бы то ни было на поле. Быстроту мышления отмечал и специалист-психолог Алекс Ходжинс, работавший со сборной Канады, который подчёркивал способность Синклер фокусироваться на поставленной задаче несмотря ни на какие помехи. Ещё одна сокомандница, Карина Леблан, говорила, что Синклер, несмотря на скромность, способна выполнять в игре любые задачи. Как пример скромности Синклер приводится эпизод в стыковом матче со сборной Швеции на чемпионате мира 2019 года, когда капитан канадской команды, уже борющаяся за новый мировой рекорд по забитым голам, уступила право пробить пенальти Джанин Бекки. Это самопожертвование, однако, оказалось бесполезным: Бекки не смогла реализовать 11-метровый, и Швеция со счётом 1:0 вышла в четвертьфинал.
Технические исследовательские группы крупных международных соревнований отмечали такие качества Синклер, как грамотное применение подката и эффективную защиту мяча корпусом (Олимпийский футбольный турнир 2008 года), опасные диагональные передачи (чемпионат мира 2002 года среди девушек), взаимодействие с полузащитниками (чемпионат мира 2011 года, Олимпийский турнир 2012 года), харизматичность (2012) и нацеленность на ворота (2002, 2012). С возрастом и опытом роль Синклер в канадской национальной команде менялась — если в первые годы она была основным форвардом сборной, то позже стала плеймейкером, хотя даже в 2018—2019 годах продолжала оставаться одним из пяти лучших бомбардиров команды. Нацеленность на командный успех проявилась и в финальном матче Олимпийских игр 2020 года. После того как Синклер была заменена на 86-й минуте игры, перешедшей затем в овертайм и серию пенальти, капитан команды нашла возможность оставаться полезной команде — она подавала воду игрокам и разминала левую икру нападающей Джесси Флеминг.

## Статистика выступлений

### Клубная статистика
| Клуб                  | Сезон            | Лига | Лига   | Лига | Кубок вызова | Кубок вызова | Кубок вызова | Итого | Итого  | Итого |
| Клуб                  | Сезон            | Игры | Минуты | Голы | Игры         | Минуты       | Голы         | Игры  | Минуты | Голы  |
| --------------------- | ---------------- | ---- | ------ | ---- | ------------ | ------------ | ------------ | ----- | ------ | ----- |
| Голд Прайд            | 2009             | 17   | 1412   | 6    | —            | —            | —            | 17    | 1412   | 6     |
| Голд Прайд            | 2010             | 24   | 2147   | 12   | —            | —            | —            | 24    | 2147   | 12    |
| Голд Прайд            | Итого            | 41   | 3559   | 18   | 0            | 0            | 0            | 41    | 3559   | 18    |
| Вестерн Нью-Йорк Флэш | 2011             | 16   | 1310   | 11   | —            | —            | —            | 16    | 1310   | 11    |
| Вестерн Нью-Йорк Флэш | Итого            | 16   | 1310   | 11   | 0            | 0            | 0            | 16    | 1310   | 11    |
| Портленд Торнс        | 2013             | 22   | 1993   | 9    | —            | —            | —            | 22    | 1993   | 9     |
| Портленд Торнс        | 2014             | 24   | 2065   | 7    | —            | —            | —            | 24    | 2065   | 7     |
| Портленд Торнс        | 2015             | 9    | 735    | 2    | —            | —            | —            | 9     | 735    | 2     |
| Портленд Торнс        | 2016             | 12   | 947    | 7    | —            | —            | —            | 12    | 947    | 7     |
| Портленд Торнс        | 2017             | 26   | 2323   | 9    | —            | —            | —            | 26    | 2323   | 9     |
| Портленд Торнс        | 2018             | 26   | 2340   | 9    | —            | —            | —            | 26    | 2340   | 9     |
| Портленд Торнс        | 2019             | 18   | 1620   | 9    | —            | —            | —            | 18    | 1620   | 9     |
| Портленд Торнс        | 2020             | 4    | 360    | 6    | 6            | 502          | 0            | 10    | 862    | 6     |
| Портленд Торнс        | 2021             | 16   | 1329   | 5    | 3            | 249          | 2            | 19    | 1578   | 7     |
| Портленд Торнс        | 2022             | 16   | 1064   | 5    | 5            | 402          | 1            | 21    | 1466   | 6     |
| Портленд Торнс        | 2023             | 20   | 1037   | 3    | 2            | 158          | 0            | 22    | 1195   | 3     |
| Портленд Торнс        | 2024             | 25   | 1320   | 4    | —            | —            | —            | 25    | 1320   | 4     |
| Портленд Торнс        | Итого            | 218  | 17 133 | 71   | 16           | 1311         | 3            | 209   | 17 124 | 78    |
| Всего за карьеру      | Всего за карьеру | 275  | 22 002 | 104  | 16           | 1311         | 3            | 291   | 23 313 | 107   |

### Выступления за сборную
| Год   | Олимпийские игры | Олимпийские игры | Чемпионат мира | Чемпионат мира | Чемпионат КОНКАКАФ/ Панамериканские игры | Чемпионат КОНКАКАФ/ Панамериканские игры | Другие турниры | Другие турниры | Всего | Всего |
| Год   | Игры             | Голы             | Игры           | Голы           | Игры                                     | Голы                                     | Игры           | Голы           | Игры  | Голы  |
| ----- | ---------------- | ---------------- | -------------- | -------------- | ---------------------------------------- | ---------------------------------------- | -------------- | -------------- | ----- | ----- |
| 2000  | —                | —                | —              | —              | —                                        | —                                        | 4              | 3              | 18    | 15    |
| 2001  | —                | —                | —              | —              | —                                        | —                                        | 4              | 4              | 12    | 6     |
| 2002  | —                | —                | —              | —              | 5                                        | 7                                        | 4              | 4              | 10    | 11    |
| 2003  | —                | —                | 6              | 3              | —                                        | —                                        | 4              | 3              | 17    | 11    |
| 2004  | —                | —                | —              | —              | —                                        | —                                        | 4              | 5              | 9     | 6     |
| 2005  | —                | —                | —              | —              | —                                        | —                                        | —              | —              | 7     | 4     |
| 2006  | —                | —                | —              | —              | 2                                        | 2                                        | —              | —              | 17    | 13    |
| 2007  | —                | —                | 3              | 3              | 5                                        | 8                                        | —              | —              | 13    | 16    |
| 2008  | 4                | 2                | —              | —              | —                                        | —                                        | 6              | 4              | 22    | 13    |
| 2009  | —                | —                | —              | —              | —                                        | —                                        | 4              | 4              | 7     | 4     |
| 2010  | —                | —                | —              | —              | 5                                        | 6                                        | 4              | 1              | 16    | 13    |
| 2011  | —                | —                | 3              | 1              | 5                                        | 2                                        | 4              | 1              | 20    | 8     |
| 2012  | 6                | 6                | —              | —              | —                                        | —                                        | 9              | 11             | 22    | 23    |
| 2013  | —                | —                | —              | —              | —                                        | —                                        | 3              | 2              | 13    | 4     |
| 2014  | —                | —                | —              | —              | —                                        | —                                        | 4              | 0              | 11    | 1     |
| 2015  | —                | —                | 5              | 2              | —                                        | —                                        | 4              | 2              | 18    | 10    |
| 2016  | 5                | 3                | —              | —              | —                                        | —                                        | 8              | 3              | 18    | 7     |
| 2017  | —                | —                | —              | —              | —                                        | —                                        | 4              | 2              | 12    | 4     |
| 2018  | —                | —                | —              | —              | 5                                        | 4                                        | 4              | 3              | 12    | 8     |
| 2019  | —                | —                | 4              | 1              | —                                        | —                                        | 3              | 1              | 15    | 6     |
| 2020  | —                | —                | —              | —              | —                                        | —                                        | 4              | 3              | 7     | 3     |
| 2021  | 5                | 1                | —              | —              | —                                        | —                                        | —              | —              | 12    | 2     |
| 2022  | —                | —                | —              | —              | 5                                        | 1                                        | —              | —              | 11    | 2     |
| 2023  | —                | —                | 3              | 0              | —                                        | —                                        | 1              | 0              | 12    | 0     |
| Итого | 20               | 12               | 24             | 10             | 32                                       | 30                                       | 85             | 56             | 331   | 190   |

Примечания
1. ↑  Чемпионат КОНКАКАФ с 2002 года служит отборочным турниром к чемпионату мира. В 2014 году Канада не участвовала в турнире как страна-организатор чемпионата мира 2015 года
2. ↑  Другие турниры включают отборочные Олимпийские турниры, Кубок Алгарве и Кубок Кипра
3. ↑  Включая товарищеские матчи

## Награды и достижения

### Командные
Сборная Канады
- Олимпийский чемпион 2020 года[42]
- Чемпион КОНКАКАФ 2010 года[3]
- Чемпион Панамериканских игр 2011 года[12]
- Двукратный бронзовый призёр Олимпийских игр (2012, 2016)[42]
- Бронзовый призёр Панамериканских игр 2007 года[12]
- Серебряный призёр чемпионата мира 2002 года среди девушек (до 19 лет)[3]
- Трёхкратный обладатель Кубка Кипра (2008, 2010, 2011)
- Обладатель Кубка Алгарве (2016)[27]

Университетская и клубные команды
- Двукратный чемпион NCAA (2002, 2005)[13]
- Чемпион USL W-League (2006)[15]
- Двукратный чемпион лиги Women’s Professional Soccer (2010, 2011)[15]
- Трёхкратный чемпион Национальной женской футбольной лиги (2013, 2017, 2022)[3]
- Обладатель Кубка вызова NWSL (2021)
- Обладатель Международного кубка чемпионов (2021)[66]

### Личные
- Самый ценный игрок и обладатель «Золотой бутсы» на чемпионате мира среди девушек до 19 лет (2002)[12]
- Двукратный обладатель «Херманн Трофи» (2004, 2005)[67]
- Обладатель Кубка Хонды-Бродерика (по итогам сезона NCAA 2005 года)[43]
- Обладатель «Золотой бутсы» на Олимпийских играх 2012 года[68]
- Приз имени Лу Марша (2012)[12]
- Двукратный обладатель премии Бобби Розенфельд (2012, 2020)[12]
- Медаль Бриллиантового юбилея королевы Елизаветы II (2012)[12]
- Звезда на Аллее славы Канады (2013)[22]
- Член Зала спортивной славы Британской Колумбии (2015, как игрок олимпийской футбольной сборной 2012 года, представлявший Британскую Колумбию)[69]
- Вместе с Кадейшей Бьюкенен изображена на канадской почтовой марке, выпущенной к чемпионату мира 2015 года[70]
- Офицер ордена Канады (2017)[3]
- Кавалер ордена Британской Колумбии (2022)[71]
- 14 раз получала звание футболистки года в Канаде (2000, 2004—2014, 2016, 2018)[72]; футболистка десятилетия в Канаде (2019)[42]
- Дважды выбиралась во вторую символическую сборную Национальной женской футбольной лиги[15]
- Восемь номинаций на звание футболистки года ФИФА[73]
- Член Зала славы канадского спорта (с 2025 года)[74]
- Рекордсмен по количеству голов за национальные сборные[14][26]
- Почётный доктор Университета Саймона Фрейзера (2013) и Куантленского политехнического университета (2015)[3]
- В 2021 году спортивному центру в Бернаби присвоено имя Кристин Синклер[42].
- Правительство Британской Колумбии провозгласило 12 декабря 2023 года Днём Кристин Синклер[75].
- В 2024 году стала одной из девяти спортсменок, в честь которых фирма Mattel изготовила специальных кукол Барби, обладающих портретным сходством с прототипами[76].

## Общественная деятельность и реклама
Синклер выступала как посол ряда брендов и общественных организаций. В числе прочего, она участвовала в кампании Канадского общества борьбы с рассеянным склерозом и сети закусочных A&W «Гамбургеры против рассеянного склероза», программе поддержки развития женского футбола ФИФА «Live your goals», благотворительной кампании «Джампстарт» сети Canadian Tire. Когда начало пандемии COVID-19 застало канадку во Флориде, она вместе с другими звёздами спорта и поп-культуры Канады приняла активное участие в интернет-кампании по пропаганде мер, которые должны были снизить рост числа заболевших. Олимпийский комитет Канады назвал Синклер «идеальным представителем» для кампании такого рода.
В марте 2023 года, в условиях противостояния мужской и женской сборных Канады с Канадской футбольной ассоциацией, Синклер выступила перед комиссией по наследию парламента страны. Олимпийская чемпионка описала процесс переговоров с ассоциацией об условиях контрактов с футболистками и заявила об отсутствии доверия к этой организации со стороны игроков сборной. Она также обвинила ассоциацию в противодействии принципу равенства оплаты труда спортсменок-женщин и их коллег-мужчин.
Среди брендов, которые представляла канадская футболистка, были Nike, Sport Chek, Procter & Gamble (бренд Tide), производитель текстиля Mission (спортивные охлаждающие полотенца Athlete Care). Рекламу с её участием выпускала компания Coca-Cola. Портрет Синклер был размещён на обложке канадского издания компьютерной игры FIFA 16 компании Electronic Arts, рядом с портретом Лионеля Месси. По данным на 2013 год, футболистка зарабатывала за год около 300 тысяч долларов, из которых лишь десятую часть составляла зарплата, получаемая от клуба «Портленд Торнс», а основная доля приходилась на выплаты по контрактам от Nike, Coca-Cola, Tide и Sport Check.
В ноябре 2022 года вышла в свет автобиография Синклер «Игра с дальним прицелом» (англ. Playing the Long Game), написанная в сотрудничестве с журналистом Стивеном Брантом.